# Йохан Албрехт фон Бранденбург-Ансбах
Йохан Албрехт фон Бранденбург-Ансбах (на немски: Johann Albrecht von Brandenburg-Ansbach, Johann Albrecht von Brandenburg, Johann Albrecht von Halberstadt, Johann Albrecht von Magdeburg; * 20 септември 1499, Ансбах; † 17 май 1550, Хале на Заале) е (неуправляващ) маркграф на Бранденбург-Ансбах-Байройт, архиепископ на Магдебург (1545 – 1550) и епископ на Халберщат (1545 – 1550).

## Произход
Принадлежи към франкската бранденбургска линия на Хоенцолерните. Той е седмият син на маркграф Фридрих II фон Бранденбург-Ансбах-Кулмбах (1460 – 1536) и съпругата му принцеса София Ягелонка (1464 – 1512), дъщеря на крал Кажимеж IV от Полша.